# Thomas E. Miller

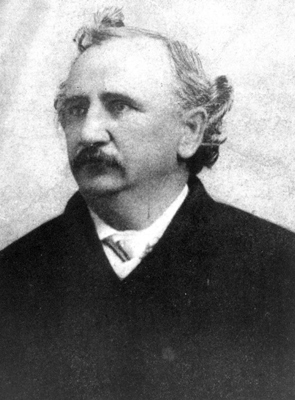
Thomas E. Miller

Thomas Ezekiel Miller (* 17. Juni 1849 in Ferrebeeville, Beaufort County, South Carolina; † 8. April 1938 in Charleston, South Carolina) war ein US-amerikanischer Politiker. Zwischen 1890 und 1891 vertrat er den Bundesstaat South Carolina im US-Repräsentantenhaus.

## Werdegang
Im Jahr 1851 zog Thomas Miller mit seinen Eltern nach Charleston. Dort sowie später – nach dem Amerikanischen Bürgerkrieg – in Hudson im Staat New York besuchte er die öffentlichen Schulen. Als Afroamerikaner setzte er sich vehement für deren Bürgerrechte ein. Während seiner Zeit in Hudson arbeitete er auch kurzzeitig als Nachrichtenausrufer bei einer Eisenbahngesellschaft. Bis 1872 studierte Miller an der Lincoln University in Pennsylvania. Danach kehrte er nach South Carolina zurück, wo er sich in Grahamville niederließ. Dort wurde er 1872 Schulrat im Beaufort County. Nach einem anschließenden Jurastudium und seiner im Jahr 1875 erfolgten Zulassung als Rechtsanwalt begann er in Beaufort in seinem neuen Beruf zu arbeiten.
Politisch wurde Miller Mitglied der Republikanischen Partei. Zwischen 1874 und 1896 war er mehrfach Abgeordneter im Repräsentantenhaus von South Carolina. In den Jahren 1878 bis 1880 gehörte er dem Regierungsrat von South Carolina an. Im Jahr 1880 war er auch Mitglied des Staatssenats. 1888 kandidierte Miller im siebten Wahlbezirk von South Carolina für das US-Repräsentantenhaus in Washington, D.C. Dabei unterlag er dem demokratischen Amtsinhaber William Elliott. Miller legte aber gegen den Ausgang der Wahl Widerspruch ein. Nachdem diesem stattgegeben worden war, wurde er zum Wahlsieger erklärt. Zwischen dem 24. September 1890 und dem 3. März 1891 konnte er die inzwischen angebrochene Legislaturperiode im Kongress beenden. Bei den Wahlen des Jahres 1890 unterlag er Elliott, der damit seinen früheren Sitz zurückgewann.
Im Jahr 1894 wurde Thomas Miller erneut in das Repräsentantenhaus von South Carolina gewählt. 1895 war er Mitglied einer Versammlung zur Überarbeitung der Verfassung von South Carolina. Zwischen 1896 und 1911 leitete Miller das State College in Orangeburg. Von diesem Amt trat er 1911 zurück, nachdem er sich mit Gouverneur Coleman Livingston Blease überworfen hatte. Danach zog er sich in den Ruhestand zurück. Bis 1923 lebte er in Charleston; dann zog er nach Philadelphia, wo er bis 1934 lebte, ehe er wieder nach Charleston zurückkehrte.